# اوغوز آیدین
اوغوز آیدین (انگلیسی: Oğuz Aydın؛ زادهٔ ۲۷ اکتبر ۲۰۰۰) بازیکن فوتبال اهل ترکیه است.وی بخاطر سرعت بالا در پست وینگر و هافبک چپ بازی می‌کند.
وی همچنین در تیم‌های ملی فوتبال زیر ۱۹ سال ترکیه، زیر ۲۱ سال ترکیه، و ترکیه بازی کرده است.